# Матрица сравнения
Матрица сравнения — понятие из линейной алгебры. Пусть A = (aij) —комплексная матрица n × n . Матрица сравнения M(A) = (αij) комплексной матрицы A определяется как
{\displaystyle \alpha _{ij}={\begin{cases}-|a_{ij}|&{\text{если }}i\neq j,\\|a_{ij}|&{\text{если }}i=j.\end{cases}}}